# Nauvay

Nauvay este o comună în departamentul Sarthe, Franța. În 2009 avea o populație de 17 de locuitori.